# Sesi
Sesi (uralkodói nevén Maaibré) ókori egyiptomi uralkodó volt a második átmeneti korban. Vitatott, melyik dinasztiához tartozott, mikor élt, mennyi ideig uralkodott és hatalma mekkora területre terjedt ki. Az azonosítás nehézségeit tükrözi a középbirodalom vége és a hükszoszok érkezése közti események meghatározása is. Mindezek ellenére az említések számát tekintve Sesi az i. e. 1800 és 1550 közti, a Középbirodalom végét és a második átmeneti kort felölelő korszak legjobban dokumentált uralkodója; több száz, a nevével ellátott szkarabeuszpecsét került elő Egyiptomból, Kánaánból, Núbiából és még olyan távoli helyről is, mint Karthágó, ahol 1500 évvel halála után még mindig használatban voltak.
Három elmélet is van arról, melyik dinasztiához tartozhatott. Nicolas Grimal, William C. Hayes és Donald B. Redford egyiptológusok úgy tartják, azonos Szalitisz hükszosz uralkodóval, akit Manethón a XV. dinasztia alapítójaként nevez meg. Szalitisznek 19 év uralkodási időt tulajdonítanak; valamikor i. e. 1720 és 1650 közt élt. William Ayres Ward egyiptológus és Daphna Ben-Tor régész szerint Sesi hükszosz király volt és a XV. dinasztia második feléhez tartozik, Hian és Apepi közt uralkodott. Manfred Bietak egyiptológus szerint a hükszoszok vazallusa volt, és Egyiptom vagy Kánaán egy része fölött uralkodott. Ezeknek a vazallusoknak a létezése vitatott. Végül lehetséges az is, hogy Sesi a XIV. dinasztia elejének egyik uralkodója volt; ezek a kánaáni származású királyok a Nílus-delta keleti részén uralkodtak közvetlenül a hükszoszok érkezése előtt. Ennek az elméletnek a támogatói, köztük Kim Ryholt és Darrell Baker negyven év uralkodási időt tulajdonítanak Sesinek, és úgy vélik, i. e. 1745 körül lépett trónra.
Ryholt feltételezése szerint Sesi szövetséget kötött a núbiai kusitákkal, és dinasztikus házasságot kötött egyik hercegnőjükkel, Tatival, fiuk pedig Neheszi volt, akinek neve núbiait jelent és aki követte apját a trónon.

## Említései

### Neve pecséteken
Sesi személyneve – melynek jelentése ismeretlen, talán egy másik név beceneve – több mint kétszáz szkarabeuszpecséten fordul elő. Uralkodása idejéből ezek az egyedüli fennmaradt említései. A neki tulajdonított szkarabeuszokkal mennyiségben csak azok érnek fel, amelyeken a Maaibré uralkodói név áll, melynek jelentése „Ré szíve igazságos”. A Sesi és a Maaibré névvel ellátott szkarabeuszok stilisztikai hasonlóságából, valamint mindkettő magas számából az következik, hogy a Maaibré volt Sesi uralkodói neve.

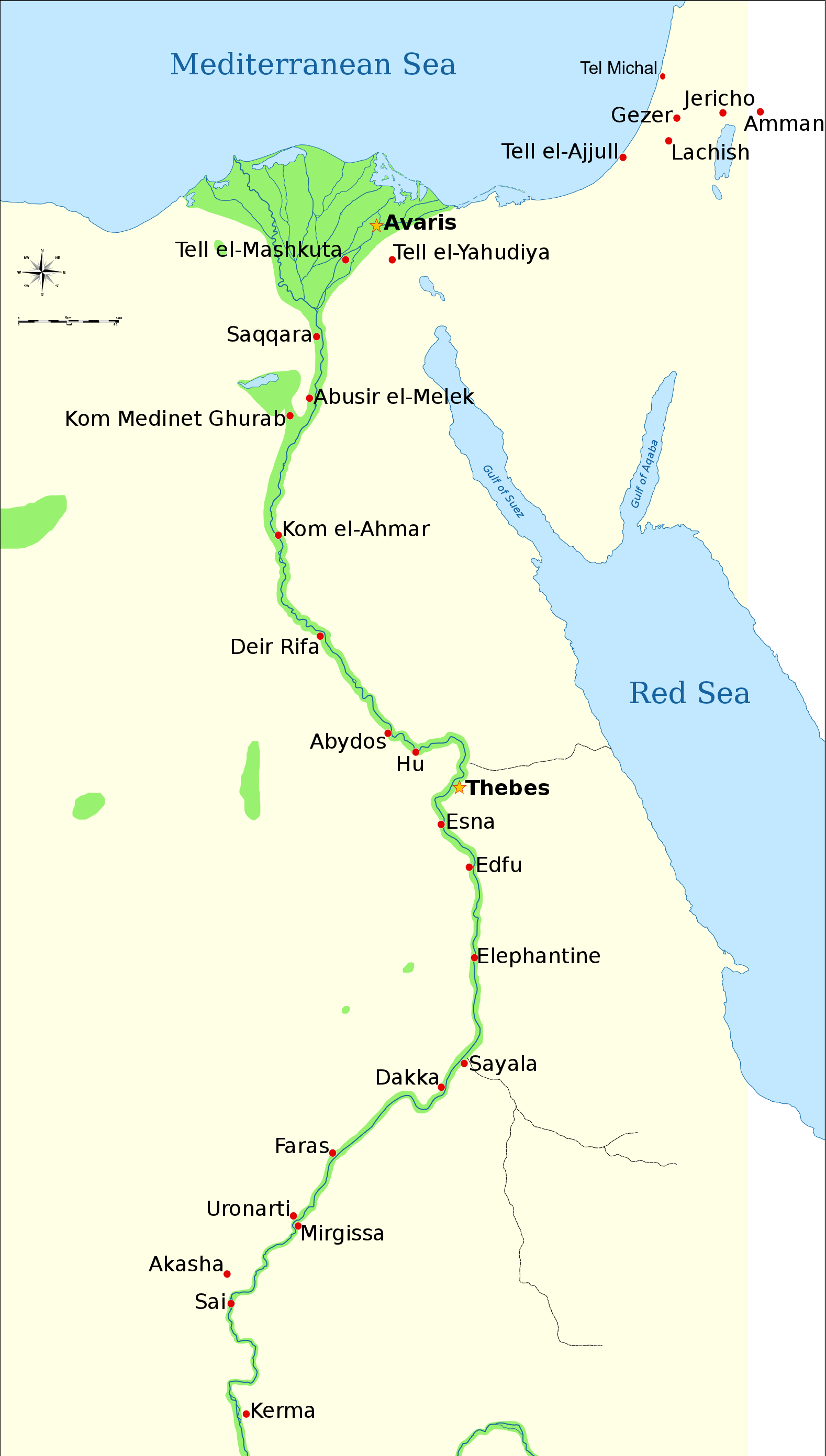
Az egyes szkarabeuszok lelőhelye

Ebből következően Maaibré Sesi a második átmeneti kornak az a királya, akinek a legtöbb említése fennmaradt: személyneve és uralkodói neve 396 pecséten és két pecsétlenyomaton maradt fenn. Ez háromszor annyi, mint a korszak második legtöbb említéssel rendelkező uralkodójáé, Jakbim Szehaenrééé, akinek 123 pecsétet tulajdonítanak.
Manfred Bietak feltételezése szerint a pecséteken túlmenően egy Avariszból előkerült szkarabeusz is az övé lehet, ezen egy Sensek nevű uralkodó neve szerepel. Kim Ryholt és Darrell Baker elutasítják ezt a feltevést, szerintük Sensek másik személy volt, nem azonos Sesivel.

### A lelőhelyek
A Maaibré Sesinek tulajdonított pecsétek több mint 80%-ának nem ismert a lelőhelye – a Ryholt által számba vett 396 pecsét közül 325-nek a lelőhelye ismeretlen, valószínűleg illegális ásatásból származik –, a fennmaradó 20% Egyiptom több részéről, valamint Núbiából és Kánaánból került elő, ami azt jelenti, Sesi idejében kiterjedt kereskedelmi és diplomáciai kapcsolat állt fenn ezen területek között. A legfontosabb lelőhelyek közé tartoznak Kánaánban Lakis, Gézer, Jerikó, Tell Michal, Ammán és Tell el-Ajjul. Alsó-Egyiptomban három pecsét került elő Tell el-Jahudija és Tell el-Maszkhúta lelőhelyekről, nyolc pedig a Delta többi részéről. Négy pecsét származik Szakkarából, további öt közép-egyiptomi lelőhelyekről – Abuszír el-Melek, Kom Medinet Ghurab, Kom el-Ahmar és Deir Rifa lelőhelyekről. Felső-Egyiptomból összesen húsz szkarabeusz ismert Abüdosz, Hu, Théba, Elephantiné, Eszna és Edfu lelőhelyekről. Núbiában Uronarti és Mirgissza erődökből, valamint Dakkából, Kermából, Szajalából, Anibából, Maszmaszból, Faraszból, Ukmából, Akasából és Szai szigetéről. Végül két pecsét került elő Karthágóból, az i. e. 2. századra datált kontextusból.
Sesi pecsétjeit ma a világ számos múzeuma őrzi, köztük az Izraeli Múzeum, a Petrie Múzeum, az Ashmolean Museum, a British Museum, a Louvre, a Walters Művészeti Múzeum, a Metropolitan Művészeti Múzeum és a kairói Egyiptomi Múzeum.

### Történelmi források
Pecsétjein kívül Sesinek nem ismert olyan említése, ami teljes bizonyossággal rá vonatkozik. Nem szerepel a XIX. dinasztia idején készült  torinói királylistán, amely a második átmeneti kor legfontosabb történelmi forrásának minősül; valószínűleg azért, mert a papirusznak az a része, ahol a XIII. dinasztiától a XVII. dinasztiáig sorolja az uralkodókat, súlyosan károsodott. Így Sesi helye a kronológiában nem dönthető el belőle.
Nem világos, hogy említi-e az Aegyptiaca, amelyet II. Ptolemaiosz uralkodása alatt, az i. e. 3. században állított össze egy Manethón nevű egyiptomi pap. Az Aegyptiaca a fáraók nevét görögös formában adja meg, így nehézkes Sesit bármelyik, a műben szereplő névvel azonosítani.
Aharon Kempinski és Donald B. Redford felvetették, hogy Sesi az a történelmi alak, akiről a Biblia negyedik könyvében említett Sésaj alakját mintázták. Sésaj egyike Anák leszármazottainak, akik Hebronban élnek Józsué idejében, Kánaán meghódítása alatt. David Rohl egyértelműen azonosnak tekinti Sesit Sésajjal.

## Dinasztiája

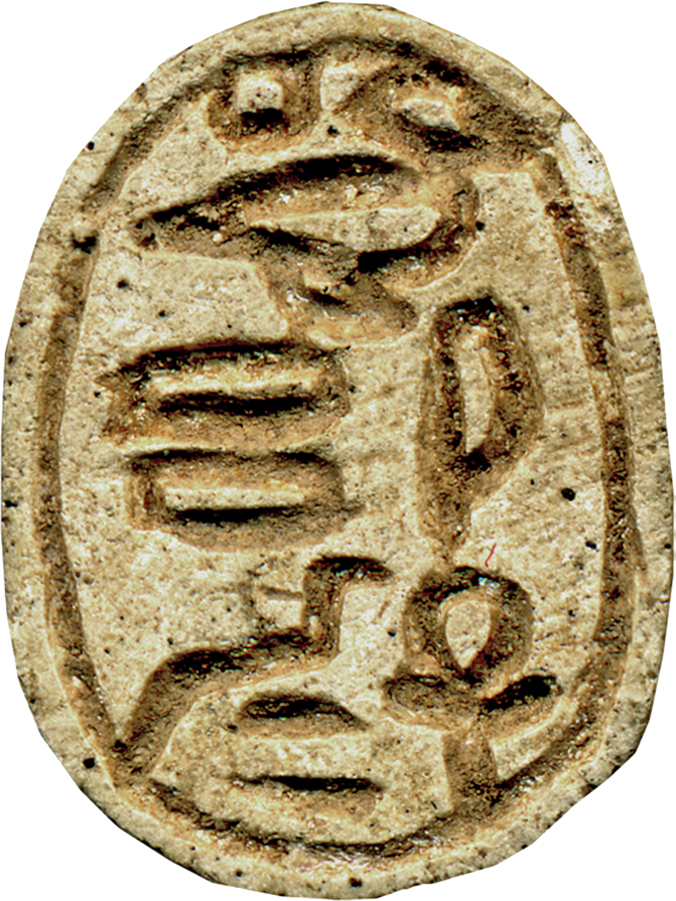
Pecsét „Ré fia, Sesi, örökké él” felirattal, Walters Művészeti Múzeum

Három, egymásnak ellentmondó elmélet is született arról, Sesi melyik dinasztiához tartozott.

### Hükszosz uralkodó
William C. Hayes, Nicolas Grimal, Redford és Peter Clayton szerint Sesi azonos Szalitisz hükszosz királlyal, aki Manethón Aegyptiacája szerint a XV. dinasztia alapítója. Bietak és Janine Bourriau felvetették, hogy Szalitisz talán Szekirharral, a második átmeneti kor egy kevéssé ismert uralkodójával azonos, akiről – Sesivel ellentétben – tudni, hogy hükszosznak nevezte magát.
Amennyiben Sesi azonos Szalitisszel, úgy Núbiában talált pecsétjei azt sugallják, hogy a hükszoszok, amint megérkeztek a Nílus-deltába, szövetséget kötöttek Núbiával az őslakos egyiptomi XIII. dinasztia ellen. Grimal ezt i. e. 1720 környékére teszi. Grimal elképzelése szerint Sesi királysága a teljes Nílus-deltát és a Nílus völgyének a Gebeleintől északra fekvő részét ölelte fel. Manethón szerint – ahogy arról Iosephus beszámol az Apión ellenben – Szalitisz Memphiszből kormányzott, és megerősítette a már korábban létező Avarisz városát, amely később a hükszoszok fővárosává vált.
Grimal és Hayes ezen felül azonosnak tartják Sesit Szelekkel, akinek egyedüli említése egy kősztélén található, amely egy, a XXII. dinasztia vége felé, i. e. 750 körül – jó 900 évvel Sesi feltételezett uralkodási ideje után – élt pap, Anhefenszahmet genealógiáját örökítette meg. Ryholt kételkedik Szelek létezésében.
William Ayres Ward és Daphna Ben-Tor Sesi és más, a második átmeneti korban élt királyok szkarabeuszainak stilisztikai vizsgálata alapján a XV. dinasztia második felére datálják Sesit, két nagy hükszosz fáraó, Hian és Apepi közé.

### A hükszoszok vazallusa
Jürgen von Beckerath kevésbé biztos Sesi személyazonosságában; ő a XV.-XVI. dinasztiára datálja, melyben az ismeretlen kronológiai helyzetű hükszosz uralkodókat csoportosítja össze egy listába olyanokkal, akiket a hükszoszok vazallusainak tart. Von Beckerath elemzése arra a feltételezésre támaszkodik, hogy a Manethón által leírt XVI. dinasztia a Nílus-delta kisebb uralkodóiból állt, akik a XV. dinasztia nagy hükszosz királyait, például Hiant és Apepit szolgálták.
Manfred Bietak szerint Sesi említéseinek nagy száma arra utal, jelentős hükszosz uralkodó volt, de a XV. dinasztiához sorolása kétséges, mert neki tulajdonítható emlékművek nem maradtak fenn. Így arra a következtetésre jutott, hogy Sesit a XV. dinasztiával egy időben uralkodó, azok vazallusának számító vagy tőlük többé-kevésbé független nyugati sémi királyok közé kell sorolni, akik közül némelyik még hükszosznak is nevezte magát.
Az, hogy léteztek-e kisebb hükszosz királyok Egyiptomban, vitatott. Ryholt kimutatta, hogy Kaiszareiai Euszebiosz Aegyptiaca-kivonatának az az állítása, amely arra utal, hogy a hükszoszoknak voltak vazallusai, rosszul adja vissza Manethón eredeti szövegét, így szerinte a XVI. dinasztia nem a hükszoszok vazallusaiból állt, hanem őslakos egyiptomi dinasztia volt, amely a thébai régió fölött uralkodott a XIII. dinasztia bukása és a XVII. dinasztia megjelenése között. Ezeket a XVI. dinasztiára vonatkozó következtetéseket több tudós, köztük Ben-Tor, James Peter Allen, Susan Allen, Baker és Redford is elfogadta, mind Redford, mind Bietak azonban úgy tartja, kétségkívül léteztek a XV. dinasztiát szolgáló vazallusok Palesztina déli és partvidéki részén, Közép-Egyiptomban és Thébában is, mert ilyen volt a hükszoszok politikai rendszere, ami tipikus volt a szíriai amorita királyságokban és Palesztina városállamaiban.

### A XIV. dinasztia királya

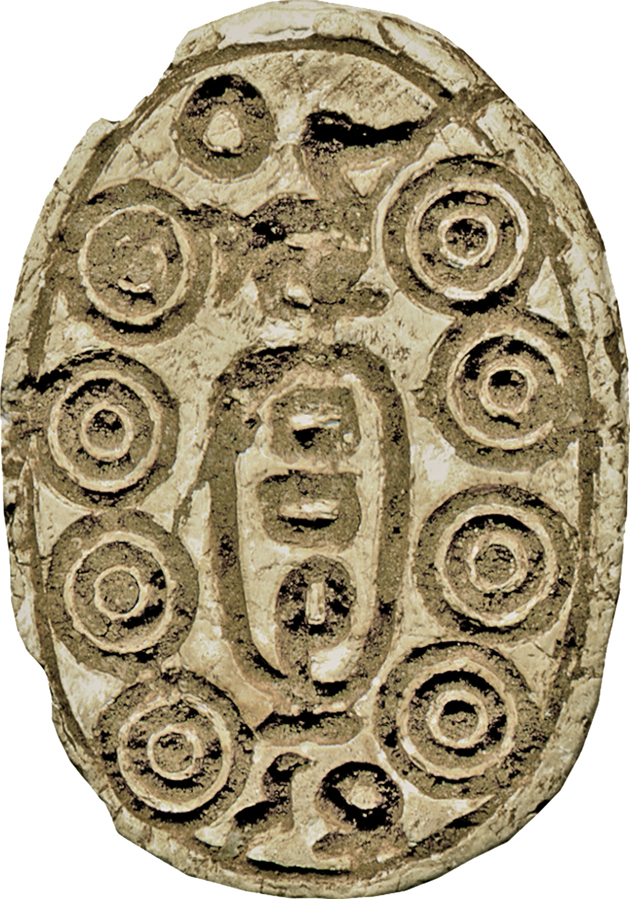
Pecsét „Ré fia, Sesi, örökké él” felirattal, Walters Művészeti Múzeum

Ryholt és Baker elutasítják az elméletet, mely szerint Sesi a XV. dinasztia uralkodója lenne. Ryholt megfigyelte, hogy míg a korai hükszosz uralkodók – például Szekirhar és Hian – köztudottan felvették a heka haszut (ḥq3 ḥ3s.wt), azaz „az idegen földek uralkodója” címet (a hükszosz szó ebből ered), Sesi ezt nem viselte. Emellett Hian csak uralkodása második felében vett fel egyiptomi módra uralkodói nevet – a későbbi hükszosz királyok követték ebben. Ezzel szemben Sesi, amennyiben valóban azonos Maaibrével, uralkodói nevet is viselt. Ez vagy azt jelenti, hogy Hian után uralkodó hükszosz király volt – Hian ismert utódai, Apepi és Hamudi riválisa –, vagy azt, hogy másik dinasztiához tartozott.
Ryholt ebből kifolyólag azt feltételezi, hogy Sesi a XIV. dinasztia egyik uralkodója volt. Ez a dinasztia kánaáni származású uralkodókból állt, akik talán a Nílus-delta keleti részét uralták közvetlenül a hükszoszok érkezése előtt. Régészeti bizonyítékok alapján, valamint az alapján, hogy a torinói királylista körülbelül 50 királyt felsorol a XIII. dinasztia és a hükszosz uralkodók között, számos egyiptológus elfogadja a XIV. dinasztia létezését, Redford ezzel szemben úgy tartja, hogy ez az 50 király a hükszosz királyok őseit jelenti, és a XIV. dinasztia valójában nem létezett.
A második átmeneti kor azon szkarabeuszainak stilisztikai vizsgálata alapján, amelyek 1900-ban már ismertek voltak, George Willoughby Fraser Sesi uralkodását „egy rövid, a hükszosz megszállás előtti dinasztiára” datálja. Ryholt saját kutatásai során ugyanerre a következtetésre jutott, és Sesit Jakubher elé helyezi a kronológiában, Hiant és Apepit pedig Jakbim, Ja'ammu, Kareh és 'Ammu Ahotepré utánra. Rolf Krauss tőle függetlenül ugyanerre a következtetésre jutott. Tekintve, hogy a torinói királylistán a XIV. dinasztia legkorábbi uralkodójaként Neheszit említik, akinek uralkodása idejéből számos, őt megnevező lelet maradt fenn a Delta vidékéről, és tekintve, hogy a papiruszon csak egy név számára van hely a Neheszié előtt, Ryholt arra a következtetésre jutott, hogy a lista összeállításánál használt korábbi dokumentumon lacuna volt ott, ahol a Neheszi előtti királyok neve szerepelt volna. Az ehhez hasonló lacunákat a papiruszon a wsf szöveg jelölte, és akárhány királyt jelenthetett. (Ryholtnak a wsf jelentéséről szóló elméletét több más tudós, köztük Allen és Ben-Tor is elfogadta.) Így Ryholt nem látja lehetetlennek, hogy Sesi elődje 'Ammu Aahotepré, közvetlen utóda pedig Neheszi legyen.

## Datálása

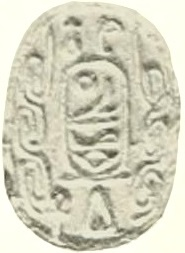
Sesi szkarabeusza „a jó isten, Maaibré, élet adatik neki” felirattal

### I. e. 18. század közepe
Ryholt Sesi uralkodását az i. e. 18. század közepére datálja. Fő érve emellett, hogy a núbiai Uronarti erődjében Sesi pecsétjei a XIII. dinasztia közepén uralkodó Habau és Dzsedheperu pecsétjeivel együtt kerültek elő. Uronarti erődjét valamikor a XIII. dinasztia idején elhagyták; Ryholt ezt az eseményt Dzsedheperu idejére datálja, mert a későbbi uralkodóknak tulajdonítható pecsét nem fordul elő az erődben. Ez alapján feltételezi, hogy Sesi körülbelül i. e. 1745 és 1705 között uralkodott, Habau és Dzsedheperu kortársaként.
Ryholt Sesivel kapcsolatos elmélete azzal jár, hogy a XIV. dinasztia kezdetét i. e. 1805 körülre datálja, több mint 90 évvel korábbra a legtöbb egyiptológus által elfogadottnál (a XIV. dinasztiát hagyományosan i. e. 1710–1650 körülre datálják. Utóbbiak úgy tartják, a XIV. dinasztia Mernoferré Ay két évtizedes uralkodása alatt jelent meg, ami valamikor i. e. 1700 és 1660 között zajlott. Ay a XIII. dinasztia utolsó uralkodója, akit Alsó-Egyiptomban is említenek, így a legtöbb tudós azon a véleményen van, hogy elhagyta az I. Amenemhat uralkodása (i. e. 1980 körül) óta Egyiptom fővárosaként szolgáló Itjtauit, és Thébába költözött, amelynek oka az lehetett, hogy a XIV. dinasztia miatt elvesztette a hatalmat a Delta vidéke felett. (A legtöbb egyiptológus Neheszit vagy a XIV. dinasztia alapítójának, vagy második királyának tartja.

### I. e. 17. század közepe-vége
Amennyiben Sesi azonos Szalitisszel, a XV. dinasztia Manethón szerinti alapítójával, úgy i. e. 1650 körül élt, amelyet a legtöbb egyiptológus, köztük Ryholt is elfogad a hükszoszok Egyiptomba érkezésének nagyjábóli dátumaként. Ha Sesi a XV. dinasztia idejének második felében élt, Hian és Apepi között, ahogy Ben-Tor és Ward feltételezi, akkor i. e. 1600 körül volt trónon.

### Uralkodásának hossza
Akik Sesit Szalitisszel azonosítják, azok Iosephusra, Sextus Julius Africanusra és Eusebiusra támaszkodnak; tőlük tudjuk, hogy Manethón 19 évnyi uralkodási időt tulajdonított Szalitisznek Aegyptiaca című művében. Ryholt ehelyett statisztikai módszert használ, és Sesi uralkodásának hosszát 20 és 53 év közé teszi. Módszere lényege, hogy összeszámolta a Jakbimnek, Ja'ammunak, Karehnek és Aahoteprének tulajdonított szkarabeuszokat, és figyelembe véve, hogy összesen legalább 30 évig uralkodtak, ami azt jelenti, hogy évenként átlagosan 7,5 és 20 közti darabszámú szkarabeuszt hagytak hátra. Ennek alapján Sesi közel 400 szrakabeusza 20–53 évnek felel meg, és Ryholt kronológiájában kb. 40 évet tulajdonít neki.

## Családja
Ryholt feltételezése szerint Sesinek legalább két felesége volt: Tati, akivel utódját, Neheszit nemzette, és egy ismeretlen királyné, akitől Ikpu nevű fia született. Ryholt az alapján jutott erre a következtetésre, hogy feltűnt neki a Tati királyné, valamint Ikpu és Neheszi hercegek nevét említő szkarabeuszok stilisztikai hasonlósága Sesi szkarabeuszaiéhoz, ami azt jelenti, kortársaknak kellett lenniük. Emellett a Tati név már korábban is előfordul núbiai női névként, egyiptomi átokszövegekben. Núbiai származása megmagyarázná Neheszi szokatlan nevét, melynek jelentése: „a núbiai”.
Ryholt úgy véli, Sesi házasságkötését a kusita hercegnővel az motiválta, hogy így szövetséget köthetett a núbiaiakkal. Ryholt Neheszivel kapcsolatos feltételezését megerősítheti számos szkarabeusz, melyeken Neheszit „a király fia” és „a király legidősebb fia” címek kíséretében említik, ami azt jelenti, apja király volt. Emellett mind Neheszi, mint Ikpu viselte a „Ré király fia” címet, a „Ré fia” és „a király fia” címek összevonását, ami azt jelentheti, társuralkodók voltak apjuk mellett.
Ezekkel a következtetésekkel Baker egyetért, Ben-Tor azonban nem; ő úgy tartja, hogy egyrészt Neheszi Sesi előtt uralkodott, másrészt a „király fia”-ként említett Neheszi nem az uralkodó volt, hanem egy később élt hükszosz herceg. 2005-ben a Hórusz-út – az Egyiptomot Kánaánnal összekötő fő útvonal – egyiptomi kiindulópontjában, Tjaru erődvárosában előkerült egy sztélé, melyen „a király fia, Neheszi” olajat áldoz Banebdzsedet istennek. A sztélén említenek egy „a király húga, Tani” néven megnevezett hölgyet is. Egy ezt a nevet viselő nőt más források is említenek Apepi hükszosz uralkodó korából, i. e. 1570 körül. Ez arra utal, hogy a sztélén említett Neheszi herceg is i. e. 1570 körül élt, több mint száz évvel Neheszi király uralkodásának feltételezett ideje után. Ezt megerősíti Ben-Tornak az az észrevétele is, hogy a Neheszi herceget említő szkarabeuszok stílusa eltér a Neheszi királyt említőktől. Ez azt jelenti, hogy „a király fia, Neheszi” nem ugyanaz a személy, mint a jobban ismert Neheszi király, akiről így nem tudni, király volt-e az apja.

## Fordítás
- Ez a szócikk részben vagy egészben  a   Sheshi című angol Wikipédia-szócikk ezen változatának fordításán alapul.  Az eredeti cikk szerkesztőit annak laptörténete sorolja fel. Ez a jelzés csupán a megfogalmazás eredetét és a szerzői jogokat jelzi, nem szolgál a cikkben szereplő információk forrásmegjelöléseként.

1. ↑  Ryholt 1997
2. ↑  Ryholt 1997
3. ↑  Hayes 1978
4. Walters Art Museum 2015
5. ↑  Walters Art Museum 2015
6. ↑  Hayes 1978
7. ↑  Redford 1992
8. ↑  Redford 1992
9. ↑  Ryholt 1997
10. ↑  Bietak 1999
11. ↑  Ben-Tor 2010
12. ↑  Leprohon 2013
13. ↑  Ben-Tor 2007
14. ↑  Bietak 1999
15. ↑  Ben-Tor 2010
16. ↑  Ben-Tor Allen Allen 1999
17. ↑  Ryholt 1997
18. ↑  Ryholt 1997
19. ↑  Bietak 1991
20. ↑  Ryholt 1997
21. ↑  Ryholt 2010
22. ↑  Ryholt 1997
23. ↑  Ryholt 1997
24. ↑  Bryce 2009.
25. ↑  Ryholt 1997
26. ↑  Ryholt 1997
27. ↑  Ryholt 1997
28. ↑  Ryholt 1997
29. ↑  Ryholt 1997
30. ↑  Redissi 1999
31. ↑  Ryholt 1997
32. ↑  Ryholt 2010
33. ↑  Israel Museum 2015
34. ↑  Digital Egypt for Universities 2015
35. ↑  Petrie Museum 2015
36. ↑  Walters Art Museum 2015
37. ↑  Met. Museum of Art 2015
38. ↑  Ryholt 1997
39. ↑  Ryholt 1997
40. ↑  Ryholt 1997
41. ↑  Ryholt 2010
42. ↑  4Móz13:22
43. ↑  Kempinski 1983
44. ↑  Redford 1992
45. ↑  Rohl 2007
46. ↑  Walters Art Museum 2015
47. ↑  Redford 1992
48. ↑  Hayes 1978
49. ↑  Grimal 1992
50. ↑  Clayton 1994
51. ↑  Encyclopædia Britannica 2015
52. ↑  Waddell 1971
53. ↑  Bourriau 2003
54. ↑  Ryholt 2010
55. ↑  Ryholt 1997
56. ↑  Grimal 1992
57. ↑  Grimal 1992
58. ↑  Waddell 1971
59. ↑  Bietak 1999
60. ↑  Grimal 1992
61. ↑  Redford 1992
62. ↑  Clayton 1994
63. ↑  Grimal 1992
64. ↑  Ryholt 1997
65. ↑  Ryholt 1997
66. ↑  Ward 1984
67. ↑  Ben-Tor 2007
68. ↑  von Beckerath 1999
69. ↑  von Beckerath 1999
70. ↑  Bietak 1999
71. ↑  Bietak 2001
72. ↑  Bietak 2001
73. ↑  Ryholt 2010
74. ↑  Ryholt 2010
75. ↑  Ryholt 1997
76. ↑  Ryholt 1997
77. ↑  Ben-Tor Allen Allen 1999
78. ↑  Redford 1997
79. ↑  Redford 1992
80. ↑  Bietak 2001
81. ↑  Walters Art Museum 2015
82. ↑  Willoughby Fraser 1900
83. ↑  Baker 2008
84. ↑  Hannig 2006
85. ↑  Ryholt 2010
86. ↑  Ryholt 2010
87. ↑  von Beckerath 1999
88. ↑  Ryholt 2010
89. ↑  Ryholt 1997
90. ↑  Ryholt 1997
91. ↑  Bourriau 2003
92. ↑  Redford 1992
93. ↑  Ryholt 1997
94. ↑  Ryholt 2010
95. ↑  Krauss 1998
96. ↑  Ryholt 1997
97. ↑  Ryholt 1997
98. ↑  Ben-Tor Allen Allen 1999
99. ↑  Ryholt 1997
100. ↑  Hall 1913
101. ↑  Ryholt 1997
102. ↑  Ryholt 1997
103. ↑  Bietak 1997
104. ↑  Ben-Tor Allen Allen 1999
105. ↑  Ben-Tor 2010
106. ↑  Ryholt 1997
107. ↑  Hornung 2012
108. ↑  Ben-Tor 2010
109. ↑  Bourriau 2003
110. ↑  Quirke 2001
111. ↑  von Beckerath 1999
112. ↑  Bourriau 2003
113. ↑  Ryholt 1997
114. ↑  von Beckerath 1999
115. ↑  Bietak 2001
116. ↑  Rice 1999
117. ↑  Ward 1984
118. ↑  Ben-Tor 2010
119. ↑  Bourriau 2003
120. ↑  Redford 1992
121. ↑  Waddell 1971
122. ↑  Ryholt 1997
123. ↑  Ben-Tor Allen Allen 1999
124. ↑  Ben-Tor Allen Allen 1999
125. ↑  Ryholt 1997
126. ↑  Ryholt 1997
127. ↑  Ryholt 1997
128. ↑  Ryholt 1997
129. ↑  Ryholt 1997
130. ↑  Ryholt 1997
131. ↑  Ryholt 1997
132. ↑  Ryholt 1997
133. ↑  Ryholt 1997
134. ↑  Baker 2008
135. ↑  'Abd El-Maksoud Valbelle 2005
136. ↑  Ben-Tor 2007